# روجر واتسون
روجر واتسون (14 يناير 1964 - )  (بالإنجليزية: Roger Watson)‏ هو لاعب كريكت بريطاني.